# Thomas Brackett Reed
Thomas Brackett Reed (18 octobre 1839 — 7 décembre 1902) est un homme politique américain affilié au Parti républicain.
Élu de l'État du Maine de 1877 à 1899 à la Chambre des représentants, il en assura la présidence entre 1889 et 1891 puis entre 1895 et 1891. Il chercha à obtenir l'investiture du parti républicain pour l'élection présidentielle de 1896, mais le puissant homme d'affaires et sénateur Marcus Hanna alors président du Comité national républicain lui opposa la candidature de William McKinley.